# Dorothy Ruíz Martínez
Dorothy Ruíz-Martínez es una ingeniera aeroespacial mexicoamericana de la NASA en el Centro Espacial Lyndon B. Johnson, especialista en operaciones espaciales en el Centro de Control de las Misiones (CCM) en Houston, Estados Unidos.

## Biografía
Nació en Texas, pero creció en Matehuala, San Luis Potosí con sus abuelos y se mudó a Estados Unidos cuando tenía 16 años. Durante su niñez presenció la tragedia del Transbordador espacial Challenger frente al televisor mientras se preguntaba que era lo que había sucedido y cuestionaba la mecánica de estas máquinas místicas que llevaron a valientes exploradores hacia el espacio. Este hecho impulsó su curiosidad sobre los cohetes y la ingeniería aeroespacial.

### Educación
Se graduó de la preparatoria en el estado de Texas, estudio en la Universidad de Oklahoma y se transfirió a la Universidad de Texas A&M en College Station, Texas.  Durante su carrera universitaria, estudio en Châtenay-Malabry, Francia por medio de un programa de la universidad. Realizó tres rotaciones de prácticas como pasante de ingeniero en el Centro Espacial Johnson y una en el Centro Espacial Langley en Virginia. Se graduó con el título de Ingeniero Aeroespacial con una concentración en diseño de cohetes y una especialidad en literatura en español.

### NASA
En 1998 hizo una pasantía académica por medio del programa de Langley Aerospace Research Summer Scholars del centro de investigaciones de NASA Langley en Virginia. Después, realizó tres rotaciones de prácticas como pasante de ingeniero en el Johnson Space Center.  
Su primer trabajo fue como instructora de astronautas y de operadores de vuelo en el sistema de control y propulsión para el Transbordador Espacial, seguido por una transición al área de Operaciones de Misiones Espaciales como Ingeniera de Planificación de Actividades Espaciales en Tiempo Real (RPE). En total, participó como RPE en la planificación total de 12 misiones espaciales del transbordador , contribuyendo desde la tierra con otros ingenieros y científicos, al ensamblaje final de la Estación Espacial Internacional.
En el 2008 trabajó en Moscú y en el TsUP como coordinadora de actividades espaciales entre la NASA y la Roscosmos. A partir de marzo del 2013, trabajó como operador de vuelo en la Base de Control de Misiones Espaciales de Houston, en el sistema de Control de Tierra, mejor conocido con el distintivo de llamada, Houston-GC El sistema de Control de Tierra gestiona los sistemas que enlazan las comunicaciones entre los vehículos espaciales y la Tierra. A partir del 2016, capacitó a operadores de vuelo en el sistema de Control de Tierra y en el 2018 lideró al equipo de este sistema como Jefe de Entrenamiento.  En la actualidad, forma parte del grupo de Sistemas del Centro de Control de Misiones Espaciales, ayudando a supervisar la gestión y el mantenimiento de los sistemas terrestres que apoyan las operaciones de vuelos espaciales.

### Otros Proyectos
Participó como voluntaria liderando proyectos en la ONG de Ingeniería Sin Fronteras del Capítulo de JSC,. En la actualidad, participa en actividades de alcance comunitario enfocadas en la divulgación STEAM (Ciencia, Tecnología, Ingeniería, Arte y Matemáticas) para exhortar a las niñas, mujeres y minorías hispanas a perseguir una carrera en esos sectores.

## Vida personal
Casada con el Ing. Michael Martínez, ambos son padres de dos hijos.

## Reconocimientos
La historia de Dorothy Ruíz Martínez ha sido recogida en el libro "Cuentos para niñas rebeldes" (Editorial Planeta) 2021.